# Szkło akrylowe

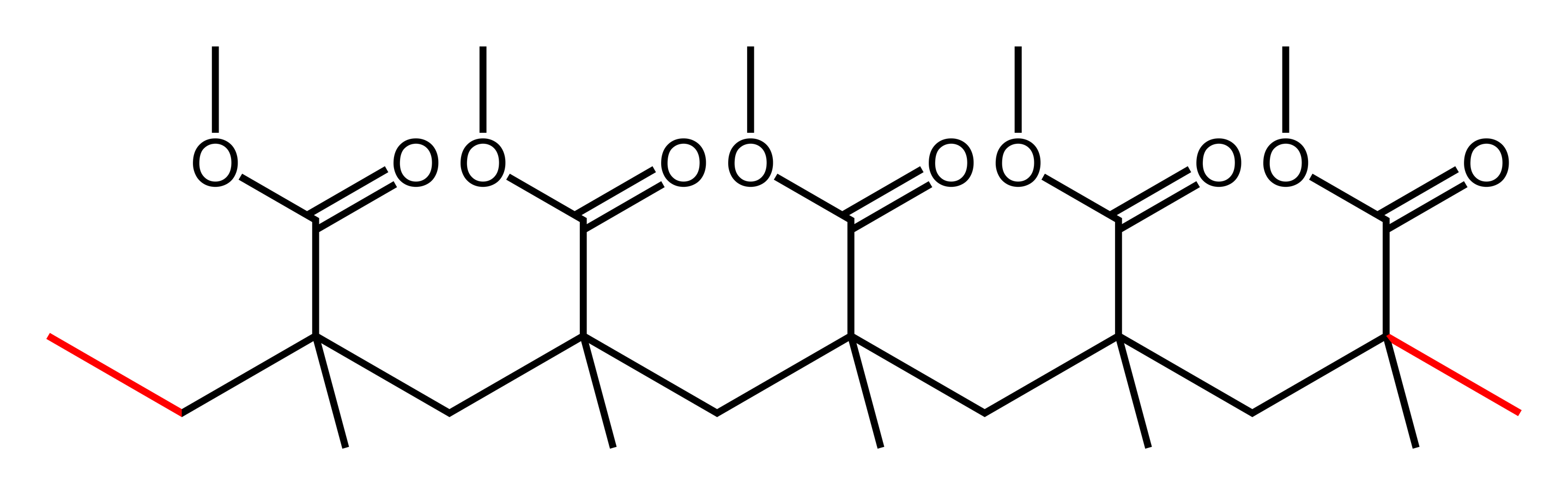
Schemat struktury chemicznej poli(metakrylanu metylu) (C_{5}O_{2}H_{8})_{n}

Szkło akrylowe, szkło organiczne, potocznie plexiglas, pleksi, metapleks, żargonowo pleksa – przezroczyste tworzywo sztuczne, którego głównym składnikiem jest poli(metakrylan metylu) (PMMA, od ang. poly(methyl methacrylate)). Niektóre rodzaje szkła akrylowego zawierają też pewne ilości innych poliakrylowych polimerów i kopolimerów.
Plexiglas jest nazwą handlową nadaną przez jednego z producentów płyt akrylowych. Nazwy handlowe stosowane przez innych producentów to: Akrylon, Altuglas, Limacryl, Oroglas, P-Plex, PerClax, Perspex, Plexpol, Setacryl.

## Właściwości
Wybrane właściwości pleksi:

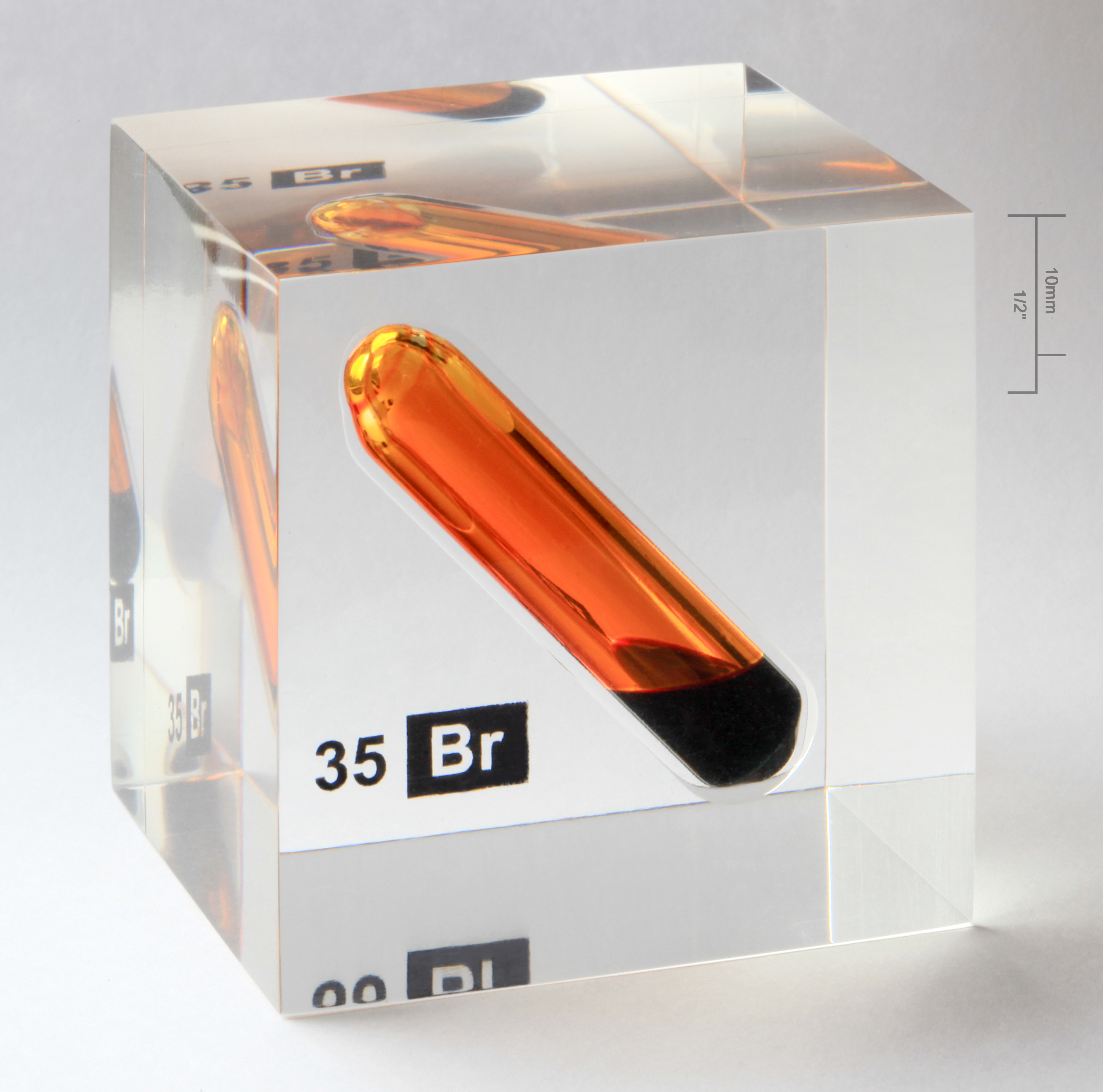
Próbka bromu w szklanej ampułce zatopionej w szkle akrylowym

- duża przezroczystość w zakresie światła widzialnego (transmitancja ok. 92% dla płyty o grubości 3 mm[1])
- odporność na działanie ultrafioletu, dzięki czemu nie występuje proces żółknięcia materiału (płyty UV)[1]
- łatwość obróbki, tworzywo ma właściwości termoplastyczne[1]
- maksymalna temperatura użytkowania: 80 °C[1]
- temperatura mięknienia: 115 °C[1]
- proces relaksacji (wyżarzania materiału – odpuszczania wewnętrznych naprężeń po procesie obróbki) odbywa się w temperaturze stałej 80 °C – 1 h na 2 mm grubości materiału
- stosunkowo niska temperatura depolimeryzacji, co wiąże się z łatwym recyklingiem.
- gęstość: 1,19 g/cm³[1]
- wytrzymałość na rozciąganie: 75 MPa
- wytrzymałość na ściskanie: 100 MPa
- udarność z karbem według Charpy'ego: 1,5 kJ/m2[1]
- twardość w skali Shore’a D: 75

Wada:
- niewielka twardość – powierzchnia płyt łatwo ulega zarysowaniu, szczególnie widocznemu w przypadku wykończenia na połysk

## Rodzaje płyt według sposobu otrzymywania

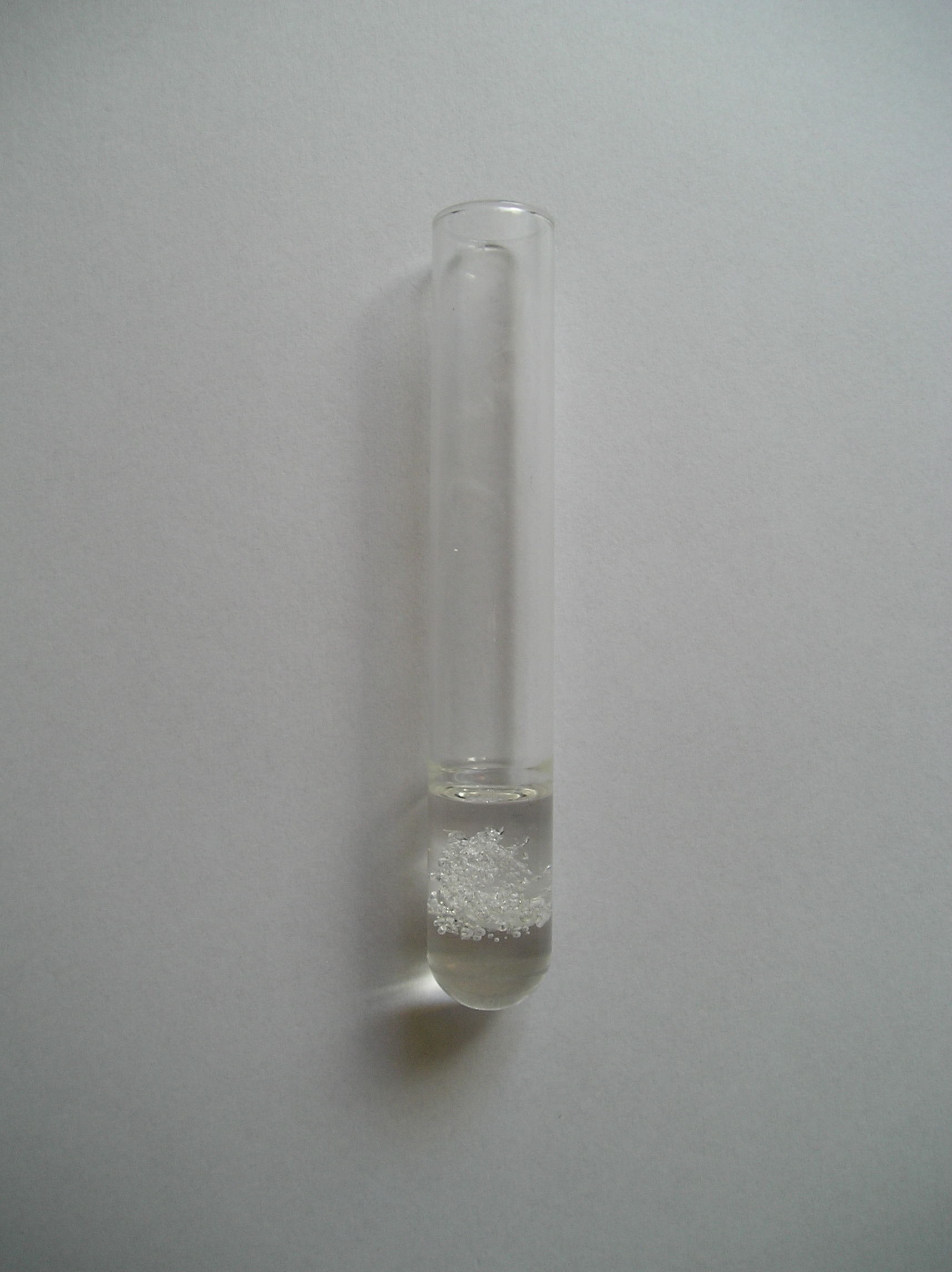
Poli(metakrylan metylu) częściowo przegrzany podczas polimeryzacji

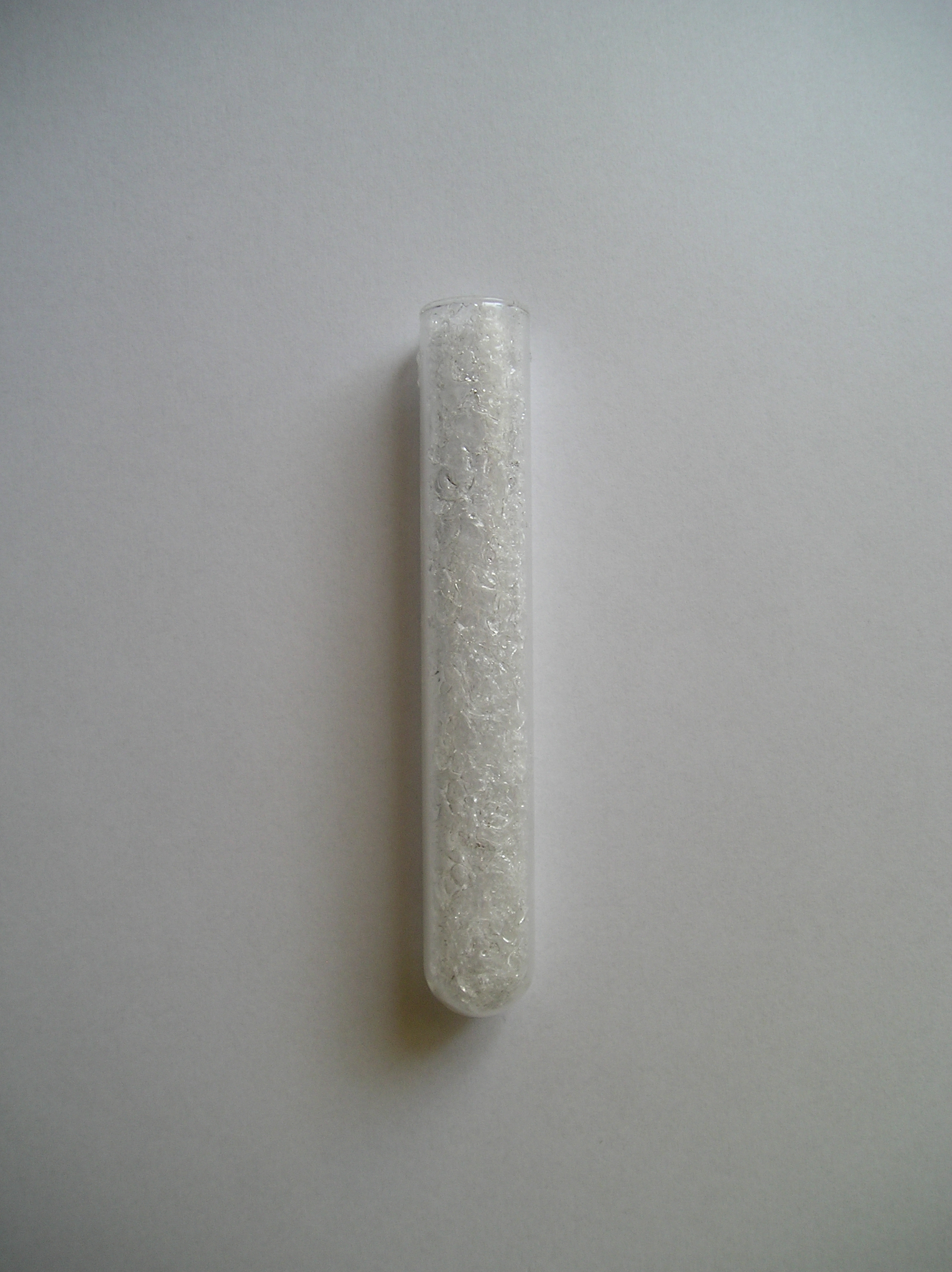
Poli(metakrylan metylu) całkowicie przegrzany podczas polimeryzacji

- wylewana (blokowa)
- ekstrudowana

## Otrzymywanie
Polimetakrylan metylu otrzymuje się w wyniku polimeryzacji rodnikowej (produktem jest polimer ataktyczny, bezpostaciowy) lub anionowej (polimery krystaliczne: izotaktyczne i syndiotaktyczne).
Kształtki i płyty ze szkła akrylowego można otrzymywać na dwa sposoby:
- z gotowego granulatu polimerowego w wyniku obróbki termoplastycznej (na przykład wtrysku)
- przez wytłaczanie przez ustnik (profile)
- bezpośrednio z monomeru – metakrylanu metylu – który jest poddawany rodnikowej polimeryzacji w bloku, w dobrze chłodzonych formach; ze względu na silnie egzotermiczny przebieg tej polimeryzacji można tą metodą otrzymywać bloki, pręty i płyty materiału o grubości do 300 mm.

## Zastosowania
- zadaszenia, świetliki
- okna samolotów, pojazdów, statków
- drobne przedmioty użytkowe, elementy maszyn, urządzeń
- światłowody
- szkło artystyczne (na przykład w rzeźbach Dale'a Chihuly’ego)
- płyty o specjalnym przeznaczeniu
  - ekrany przeciwhałasowe
  - ekrany antytermiczne
  - płyty UVD do łóżek solaryjnych
  - płyty o podwyższonej udarności (na przykład tarcze policyjne)
  - płyty fluorescencyjne
  - płyty do podświetleń krawędziowych
- sztuczne soczewki wewnątrzgałkowe